# 奧布莉·金斯伯里
奧布莉·芮妮·金斯伯里（英語：Aubrey Renee Kingsbury，1991年11月20日—），本姓布萊索（Bledsoe），是美國職業女子足球運動員，司職守門員，現效力國家女子足球聯賽球隊華盛頓精神和美國國家女子足球隊，並擔任華盛頓精神的隊長。她曾代表美國參加2022年中北美洲及加勒比海女子足球錦標賽獲得冠軍，並於隔年參加2023年女子世界盃足球賽，惜美國在十六強提前出局，未能挺進八強。

## 俱樂部生涯
金斯伯里曾效力挪威女甲球隊波德。2015年她開始效力國家女子足球聯賽（NWSL）球隊藍天足球俱樂部，但在該賽季僅出賽一場，於是她被外借到丹麥女超勁旅幸運約靈尋求上場機會。2015年底，她參加NWSL新球隊奧蘭多榮耀的擴張選秀以第10順位被選中。作為阿什琳·哈里斯的替補球員，金斯伯里在2017年賽季才開始擔任奧蘭多榮耀的先發門將，在她上場的11場比賽中幫助奧蘭多榮耀贏得5場勝利。

### 華盛頓精神
2017年底，金斯伯里再度旅外尋求機會，她被外借到澳洲女職勁旅雪梨FC。金斯伯里與奧蘭多榮耀的合約在2017年賽季後終止，她於2018年1月開始效力華盛頓精神。2018年9月，金斯伯里再度外借到雪梨FC，她在2018–19年賽季澳洲女職總決賽幫助隊伍奪得冠軍，並獲選賽季最佳門將。2019年初，金斯伯里返回華盛頓精神擔任先發門將，並於2019年賽季獲得NWSL年度最佳門將。2021年，她幫助球隊贏得隊史首座NWSL季後賽冠軍且再度當選年度最佳門將。

## 個人生活
金斯伯里信奉基督教。她的雙胞胎姊妹安柏·布萊索（Amber Bledsoe）畢業於布朗大學，且和她同樣是足球員。2022年1月，她和麥特·金斯伯里（Matt Kingsbury）共結連理，並開始使用「金斯伯里」（Kingsbury）作為球衣背後的名稱

## 生涯統計

### 國家隊統計
最後更新：2023年12月5日。
| 國家隊 | 年份 | 出場數 | 進球數 |
| ------ | ---- | ------ | ------ |
| 美國   | 2022 | 1      | 0      |
| 美國   | 2023 | 1      | 0      |
| 總計   | 總計 | 2      | 0      |

## 外部連結
- 奧布莉·金斯伯里在美國足球協會
- 奧布莉·金斯伯里在國家女子足球聯賽
- 奧布莉·金斯伯里 （页面存档备份，存于）在華盛頓精神
- Soccerway資料庫：奧布莉·金斯伯里
- 奧布莉·金斯伯里在挪威足球協會（挪威語）
- 奧布莉·金斯伯里的Instagram帳戶